# Окинава (футбольный клуб)
«Окинава» (яп. 沖縄SV Окинава Эсу Фау, нем. Okinawa SV) — японский футбольный клуб из Окинавы, в настоящее время выступающий в Японской футбольной лиге, четвёртом по силе дивизионе страны.

## История клуба
Клуб был основан в 2015 году в Окинаве, при участии игрока сборной Японии по футболу Наохиро Такахары. Название решил дать в честь города в котором и будет организован клуб, цвета футболок команды были вдохновлены южноамериканскими и немецкими футбольными клубами в которых когда то играл Такахара.
В 2015 году была введена в третий дивизион лиги префектур Окинавы. В своём же первом сезоне одержала уверенную победу, выиграв все 9 матчей, забив 123 гола и пропустив лишь один. Этот результат позволил им подняться сразу до первого дивизиона лиги префектур. В том же году приняли участие в квалификации на Кубок Императора, но не смогли её пройти. В сезоне 2016/2017 добились второго места в чемпионате выиграв 8 матчей, и сведя один вничью, забив 64 гола при четырёх пропущенных. В этом сезоне команда снова не смогла квалифицироваться на Кубок Императора.
2 место чемпионата позволило команде перейти в лигу Кюсю, где старт команды снова был успешным — 2 место чемпионата, 16 побед и два поражения, однако и в этом сезоне команда не вышла на кубок страны.
В следующем сезоне команда заработала свою первую золотую медаль чемпионата, выиграв 17 матчей при одном проигранном забив 64 гола и пропустив 7. На этот раз команда смогла выйти на императорский кубок. В первом раунде одолела команду университета Мацуяма со счётом 2:0. Во втором раунде команда проиграла Санфречче Хиросиме со счётом 4:0, прекратив своё выступление на соревновании.
В 2020 команда не соревновалась, в связи с отменой всех соревнований в стране из-за коронавирусной пандемии. В сезоне 2021/2022 команда вновь взяла золото лиги, выиграв 16 матчей и сыграв один матч в ничью. Команда снова квалифицировалась на кубок страны, в первом раунде обыграв команду фукуокского университета со счётом 3:1, выиграв матч уже в дополнительное время, но во втором раунде вновь оступилась, проиграв В-Варен Нагасаки со счётом 2:0.
В текущем сезоне уверенно проводит чемпионат на первом месте, и вновь вышла на кубок страны сыграв тяжёлый матч с Кайхо Банком, в основное время сыграв ничью, доведя результат до победного уже в серии послематчевых пенальти которые были выиграны со счётом 8:7. В первом раунде команда победила Имабари со счётом 4:1, но во втором раунде разгромно уступила Ависпа Фукуоке со счётом 3:0.

## Состав команды
| 13 | Флаг Японии | Вр  | Кайто Иниси        | 1999 |  |  |  |  |
| 21 | Флаг Японии | Вр  | Кэнта Исака        | 1997 |  |  |  |  |
| 31 | Флаг Японии | Вр  | Ленон Мурата       | 1999 |  |  |  |  |
|    |             |     |                    |      |  |  |  |  |
| 2  | Флаг Японии | Защ | Кадзуки Хига       | 1998 |  |  |  |  |
| 3  | Флаг Японии | Защ | Кайто Иоки         | 2001 |  |  |  |  |
| 5  | Флаг Японии | Защ | Наоя Оканэ         | 1988 |  |  |  |  |
| 6  | Флаг Японии | Защ | Хикару Коинума     | 1996 |  |  |  |  |
| 15 | Флаг Японии | Защ | Масатоси Аки       | 1991 |  |  |  |  |
| 18 | Флаг Японии | Защ | Рэйя Мацуда        | 1999 |  |  |  |  |
| 25 | Флаг Японии | Защ | Харуя Мидзукоси    | 1999 |  |  |  |  |
| 30 | Флаг Японии | Защ | Такахито Моридзоно | 1997 |  |  |  |  |
|    |             |     |                    |      |  |  |  |  |
| 7  | Флаг Японии | ПЗ  | Юто Осиро          | 1996 |  |  |  |  |

| 8  | Флаг Японии | ПЗ  | Ясунори Сэки      | 1995 |  |  |  |  |
| 14 | Флаг Японии | ПЗ  | Кохэй Такахаси    | 1992 |  |  |  |  |
| 17 | Флаг Японии | ПЗ  | Кадзуки Акимото   | 1996 |  |  |  |  |
| 20 | Флаг Японии | ПЗ  | Цубаса Фудзиикэ   | 1997 |  |  |  |  |
| 22 | Флаг Японии | ПЗ  | Иссэй Такаянаги   | 1987 |  |  |  |  |
| 32 | Флаг Японии | ПЗ  | Сюга Араи         | 2000 |  |  |  |  |
| 33 | Флаг Японии | ПЗ  | Хироки Тодака     | 1992 |  |  |  |  |
|    |             |     |                   |      |  |  |  |  |
| 9  | Флаг Японии | Нап | Юкухидэ Гибо      | 1996 |  |  |  |  |
| 10 | Флаг Японии | Нап | Наохиро Такахара  | 1979 |  |  |  |  |
| 11 | Флаг Японии | Нап | Юта Ямада         | 1998 |  |  |  |  |
| 26 | Флаг Японии | Нап | Руюти Итики       | 1998 |  |  |  |  |
| 28 | Флаг Японии | Нап | Уюси Соити        | 1998 |  |  |  |  |
| 4  | Флаг Японии | Нап | Кадзуки Накабаяси | 1994 |  |  |  |  |

## Достижения клуба
«Третий дивизион»
- Обдадатель титула: 2016 (1)

«Лига Кюсю»
- Обладатель Титула: 2019, 2021 (1)

## Тренерский состав
- Сюнсукэ Маэда — тренер
- Иссэй Такаянаги — ассистент тренера
- Тосино Тамаки — тренер вратарей